# Хиросима (фильм, 1953)
«Хиросима» (яп. ひろしま: хиросима; англ. Hiroshima) — японский чёрно-белый фильм-драма, поставленный представителем независимого японского кино, режиссёром Хидэо Сэкигава в 1953 году. В основу повествования положены отдельные части книги профессора Хиросимского университета Арата Осада «Дети атомной бомбы» (за год до фильма Сэкигавы, к адаптации этого же произведения обращался Канэто Синдо, снявший фильм «Дети атомной бомбы», более известный под его названием в мировом прокате как «Дети Хиросимы»).

## Сюжет
Гимназия в Хиросиме. В классе учителя Китагавы слушают по радио рассказ об атомной бомбардировке Хиросимы. Внезапно падает в обморок ученица Матико Оба. Она страдает белокровием. Треть учеников класса также пережили атомную бомбардировку. В эти дни в Хиросиме уже мало что напоминает тот день, на улицах можно снова услышать милитаристскую песню «Марш боевых кораблей».
В тот день Матико вместе с учительницей Ёнэхарой и остальными учениками попали под атомную бомбардировку. Тогда же погибли родители мальчика Юкио Эндо. Юкио отправился в больницу навестить умирающего отца. Отец выглядел так ужасно, что Юкио с трудом узнал его.
Окончилась война. Прошло уже восемь лет с того дня, когда на город была сброшена атомная бомба. Юкио скитался по колониям для беспризорных, жил у своего дяди. Он опускается всё ниже и ниже и наконец доходит до такого бесстыдства, что собирается продать американцам в качестве сувенира черепа погибших от атомного взрыва. К этому времени состояние Матико Обы ухудшилось, и она умерла. Учитель Китагава помогает Юкио встать на честный путь.

## В ролях
- Эйдзи Окада — учитель Китагава
- Юмэдзи Цукиока — Ёнэхара, учительница
- Исудзу Ямада — Минэ Оба
- Ёси Като — Юкио Эндо
- Сидзуэ Каварадзаки — Ёсико Эндо, его жена
- Масая Цукида — Юкио, их сын
- Такаси Канда — учитель Сэнда
- Риэко Мацуяма — Матико Оба
- Исако Матида — Митико Оба
- Масако Минами — Акио Оба
- Харуэ Тонэ — воспитательница детского сада
- Икуко Ватари — Ёко
- Ко Саваки — Макото Коно
- Кэндзи Сусукида — доктор Нисина
- Кэндзо Каварадзаки
- Масао Мисима — врач на осмотре пострадавших
- Хатаэ Киси
- Масами Симодзё

## Премьеры
— национальная премьера фильма состоялась 7 октября 1953 года.
 — премьера в США: 16 мая 1955 года.
 — европейская премьера фильма состоялась в июне 1955 года на 5-м МКФ в Западном Берлине.
 — фильм демонстрировался в советском кинопрокате с 5 августа 1957 года.

## Награды и номинации
5-й МКФ в Западном Берлине (1955)
- Номинация на главный приз «Золотой медведь».

## О фильме
Японский профсоюз учителей в 1952 году обратился к независимым кинематографистам с просьбой экранизации книги профессора Хиросимского университета Арата Осада «Дети атомной бомбы». В том же году Канэто Синдо, откликнувшись на это предложение, написал сценарий и поставил одноимённую адаптацию книги, которую профсоюз преподавателей профинансировал. Однако, несмотря на успех картины, как в прокате, так и на международных кинофорумах, профсоюз остался не доволен работой Синдо. Слишком лиричной показалась им интонация ленты и казалась недостаточно действенной в качестве призыва к борьбе против атомной бомбы. Представители профсоюза обратились к другому режиссёру, на сей раз к Хидэо Сэкигаве, с тем, чтобы сделать иной фильм на основе всё той же книги.
Сэкигава к тому моменту уже зарекомендовал себя как автор антивоенных произведений, поставив в 1950 году фильм «Слушай голос океана», основанный на дневниках и письмах погибших на войне студентов. Затем им была снята кинолента «Рассвет 15 августа» (1952), повествующая о горьком дне капитуляции Японии во Второй мировой войне. Постановка Сэкигавы в большей степени способствовала кристаллизации чувств, направленных против Бомбы, нежели фильм «Дети атомной бомбы» (в мировом прокате более известной как «Дети Хиросимы»), которая превратила атомную бомбардировку из исторического события в современную проблему жертв, страдающих от радиации. Но и «Хиросима» Сэкигавы не была лишёна недостатков. Если фильм Синдо имеет ряд наград международных киносмотров, то кинолента Сэкигавы осталась без призов. Фильм не вошёл даже в список из 25 названий, номинированных в том году на премию критиков журнала «Кинэма Дзюмпо», не получил он и какого бы то ни была приза на Берлинском международном кинофестивале 1955 года, где был представлен от Японии в конкурсной программе. Даже левая кинокритика прохладно отнеслась к этой ленте. Если Акира Ивасаки в своих трудах лишь бегло упоминает о фильме Сэкигавы, не давая какой-либо ему оценки, то Тадао Сато в своей книге «Кино Японии» (вышедшей в русском переводе в издательстве «Радуга» в 1988 году), пишет следующее:

... Сэкигава приложил все силы, чтобы как можно достовернее воссоздать ужас атомного взрыва, но именно эти его технические усилия явились главной причиной неудачи. Несмотря на запоминающиеся трагические сцены, в которых, например, обожжённые жертвы бросаются в реку, чтобы облегчить страдания (позже эти кадры были использованы Аленом Рене в его фильме «Хиросима, любовь моя»), в целом этой работе недостаёт художественного мастерства...
— Тадао Сато (род. 1930), японский киновед и критик, член совета ФИПРЕССИ и кинематографического Пен-клуба 

## Комментарии
1. ↑  В советском прокате фильм демонстрировался с 5 августа 1957 года, р/у 1112/57 (фильм дублирован на к/ст. им. М. Горького в 1957 году — опубликовано: журнал для работников кинопроката «Новые фильмы», 1957. Выпуск 3: Ориентировочный план выпуска новых художественных фильмов в 3 квартале 1957 года.